# Monferrato (Wein)
Monferrato DOC ist eine garantierte Ursprungsbezeichnung für italienische Rot- oder Weißweine aus der Gegend um Asti, Piemont. Die Gegend des Monferrato (ehemalige Markgrafschaft Montferrat) gilt als Ursprung des Weinbaus im Piemont, was zahlreiche Funde wie Amphoren und Werkzeuge belegen. Die Vorschriften über Anbauzonen, Rebsorten und den Ausbau der Weine sind am 7. März 2014 zuletzt veröffentlicht worden.
Es gibt mehrere Weintypen, die zugelassen sind:
- „Monferrato rosso“ (Roter Verschnittwein, bei dem die zu verwendenden Rebsorten nicht vorgeschrieben sind. Sie müssen lediglich im Piemont zugelassen sein.)
- „Monferrato bianco“ (Weißer Verschnittwein, bei dem die zu verwendenden Rebsorten nicht vorgeschrieben sind. Sie müssen lediglich im Piemont zugelassen sein.)
- „Monferrato Chiaretto (oder Ciaret)“ Roséwein: mindestens 85 % Barbera und/oder Bonarda und/oder Cabernet Franc und/oder Cabernet Sauvignon und/oder Dolcetto Freisa und/oder Grignolino und/oder Pinot nero und/oder Nebbiolo einzeln oder zusammen; maximal 15 % andere, im Piemont zugelassene, Rebsorten dürfen zugesetzt werden.
- „Monferrato Dolcetto“ Rotwein: mind. 85 % Dolcetto; maximal 15 % andere, im Piemont zugelassene, rote Rebsorten dürfen zugesetzt werden.
- „Monferrato Freisa“: Rotwein: mind. 85 % Freisa; maximal 15 % andere, im Piemont zugelassene, rote Rebsorten dürfen zugesetzt werden.
- „Monferrato Casalese“: Weißwein: mit der Zusatzbezeichnung „Cortese“: mind. 85 % Cortese; maximal 15 % andere, im Piemont zugelassene, weiße Rebsorten dürfen zugesetzt werden.[2]

## Anbaugebiet
Die Weine „Monferrato rosso“, „Monferrato bianco“, „Monferrato Chiaretto“, „Monferrato Dolcetto“ und „Monferrato Freisa“ dürfen in folgenden Zonen produziert werden:
- innerhalb der folgenden Gemeinden der Provinz Alessandria: Acqui Terme, Alfiano Natta, Alice Bel Colle, Altavilla Monferrato, Basaluzzo, Bassignana, Belforte Monferrato, Bergamasco, Bistagno, Borgoratto Alessandrino, Bosio, Camagna, Camino, Capriata d’Orba, Carentino, Carpeneto, Carrosio, Cartosio, Casaleggio Boiro, Casale Monferrato, Cassine, Cassinelle, Castelletto d’Erro, Castelletto d’Orba, Castelletto Merli, Castelletto Monferrato, Castelnuovo Bormida, Cavatore, Cellamonte, Cereseto, Cerrina, Coniolo, Conzano, Cremolino, Denice, Francavilla Bisio, Frascaro, Frassinello Monferrato, Fubine, Gabiano, Gamalero, Gavi, Grognardo, Lerma, Lu e Cuccaro Monferrato, Malvicino, Masio, Melazzo, Merana, Mirabello Monferrato, Molare, Mombello Monferrato, Moncestino, Montaldeo, Montaldo Bormida, Montecastello, Montechiaro d’Acqui, Morbello, Mornese, Morsasco, Murisengo, Novi Ligure, Occimiano, Odalengo Grande, Odalengo Piccolo, Olivola, Orsara Bormida, Ottiglio Monferrato, Ovada, Ozzano, Pareto, Parodi Ligure, Pasturana, Pecetto di Valenza, Pietra Marazzi, Pomaro Monferrato, Pontestura, Ponti, Ponzano, Ponzone, Prasco, Predosa, Quargnento, Ricaldone, Rivalta Bormida, Rivarone, Rocca Grimalda, Rosignano Monferrato, Sala Monferrato, San Cristoforo, San Giorgio Monferrato, San Salvatore Monferrato, Serralunga di Crea, Serravalle Scrivia, Sezzadio, Silvano d’Orba, Solonghello, Spigno Monferrato, Strevi, Tagliolo Monferrato, Tassarolo, Terruggia, Terzo, Treville, Trisobbio, Valenza Po, Vignale Monferrato, Villadeati, Villamiroglio und Visone.
- innerhalb der folgenden Gemeinden der Provinz Asti: Agliano, Albugnano, Antignano, Aramengo, Asti, Azzano d’Asti, Baldichieri d’Asti, Belveglio, Berzano di San Pietro, Bruno, Bubbio, Buttigliera d’Asti, Calamandrana, Calliano, Calosso, Camerano Casasco, Canelli, Cantarana, Capriglio, Casorzo, Cassinasco, Castagnole delle Lanze, Castagnole Monferrato, Castel Boglione, Castell’Alfero, Castellero, Castelletto Molina, Castello d’Annone, Castelnuovo Belbo, Castelnuovo Calcea, Castelnuovo Don Bosco, Castel Rocchero, Celle Enomondo, Cerreto d’Asti, Cerro Tanaro, Cessole, Chiusano d’Asti, Cinaglio, Cisterna d’Asti, Coazzolo, Cocconato, Colcavagno, Corsione, Cortandone, Cortanze, Cortazzone, Cortiglione, Cossombrato, Costigliole d’Asti, Cunico, Dusino San Michele, Ferrere, Fontanile, Frinco, Grana, Grazzano Badoglio, Incisa Scapaccino, Isola d’Asti, Loazzolo, Maranzana, Maretto, Moasca, Mombaldone, Mombaruzzo, Mombercelli, Monale, Monastero Bormida, Moncalvo, Moncucco Torinese, Mongardino, Montabone, Montafia, Montaldo Scarampi, Montechiaro d’Asti, Montegrosso d’Asti, Montemagno, Montiglio, Moransengo, Nizza Monferrato, Olmo Gentile, Passerano Marmorito, Penango, Piea, Pino d’Asti, Piovà Massaia, Portacomaro, Quaranti, Refrancore, Revigliasco d’Asti, Roatto, Robella, Rocca d’Arazzo, Roccaverano, Rocchetta Palafea, Rocchetta Tanaro, San Damiano d’Asti, San Giorgio Scarampi, San Martino Alfieri, San Marzano Oliveto, San Paolo Solbrito, Scandeluzza, Scurzolengo, Serole, Sessame, Settime, Soglio, Tigliole, Tonco, Tonengo, Vaglio Serra, Valfenera, Vesime, Viale, Viarigi, Vigliano d’Asti, Villafranca d’Asti, Villa San Secondo und Vinchio.

Die Weine „Monferrato Casalese“ dürfen in folgenden Zonen produziert werden:
- innerhalb der folgenden Gemeinden der Provinz Alessandria: Alfiano Natta, Altavilla Monferrato, Bosio, Camagna, Camino, Casale Monferrato, Castelletto Merli, Cella Monte, Cereseto, Cerrina, Coniolo, Conzano, Cuccaro, Frassinello Monferrato, Gabiano, Lu Monferrato, Mombello Monferrato, Moncestino, Murisengo, Odalengo Grande, Odalengo Piccolo, Olivola, Ottiglio Monferrato, Ozzano, Parodi, Pontestura, Ponzano, Rosignano Monferrato, Sala Monferrato, San Cristoforo, San Giorgio Monferrato, San Salvatore, Serralunga di Crea, Solonghello, Terruggia, Treville, Vignale Monferrato, Villadeati, Villamiroglio.[2]

## Erzeugung
Im Jahr 2017 wurden in dem Anbaugebiet 46.380 Hektoliter Qualitätswein erzeugt. (Stand 2018)

## Beschreibung
Laut den Produktionsvorschriften:

### Monferrato rosso
- Farbe: rot
- Geruch: weinig, angenehm
- Geschmack: frisch, trocken, bisweilen lebhaft
- Alkoholgehalt: mindestens 12,0 Vol.-%
- Säuregehalt: mind. 4,5 g/l
- Trockenextrakt: mind. 20,0 g/l

### Monferrato bianco
- Farbe: strohgelb
- Geruch: charakteristisch, intensiv, angenehm
- Geschmack: frisch, trocken, bisweilen lebhaft
- Alkoholgehalt: mindestens 10,0 Vol.-%
- Säuregehalt: mind. 5,0 g/l
- Trockenextrakt: mind. 15,0 g/l

### Monferrato Chiaretto oder Ciaret
- Farbe: rosa oder helles rubinrot
- Geruch: weinig, zart, angenehm
- Geschmack: trocken und harmonisch
- Alkoholgehalt: mindestens 10,5 Vol.-%
- Säuregehalt: mind. 5,0 g/l
- Trockenextrakt: mind. 17,0 g/l

### Monferrato Dolcetto
- Farbe: rubinrot
- Geruch: weinig, charakteristisch, angenehm
- Geschmack: trocken, angenehm bitter, mit gutem Körper, harmonisch
- Alkoholgehalt: mindestens 11,0 Vol.-%
- Säuregehalt: mind. 5,0 g/l
- Trockenextrakt: mind. 21,0 g/l

### Monferrato Freisa
- Farbe: rubinrot, bisweilen mit Tendenz zu granatrot
- Geruch: charakteristisch, zart
- Geschmack: trocken und lieblich, bitter, manchmal lebhaft
- Alkoholgehalt: mindestens 11,0 Vol.-%
- Säuregehalt: mind. 5,0 g/l
- Trockenextrakt: mind. 20,0 g/l

### Monferrato Casalese
- Farbe: strohgelb, bisweilen mit Tendenz zu grünlich
- Geruch: charakteristisch, zart, sehr subtil, aber anhaltend
- Geschmack: trocken, ausgewogen, fruchtig, angenehm bitter
- Alkoholgehalt: mindestens 10,5 Vol.-%
- Säuregehalt: mind. 5,5 g/l
- Trockenextrakt: mind. 15,0 g/l